# 谷崎憲一
谷崎 憲一（たにざき けんいち、1963年8月21日 - ）は、日本の実業家、経営者。

## 経歴
北海道帯広三条高等学校卒業後、イタリアンレストラン調理師を経て、大学へ進路変更する。駒澤大学経済学部経済学科卒業後、不動産業界、ゼネコンに勤め、コンサルティング会社役員を経て、公益社団法人東京共同住宅協会の事務局長、常務理事を歴任。
2000年にコンサルティング会社を退社後、株式会社パワーコンサルティングネットワークスを設立。2007年に公益社団法人東京共同住宅協会第９代会長に就任。2015年には土地活用業界全体のレベルアップを目指し、土地活用の専門資格である土地活用プランナーの運営を開始する。
自身でも大家業を営んでおり、土地活用をはじめとした賃貸経営全般の幅広い相談業務に従事。様々な公益活動に尽力する傍ら、自身が代表を務めるコンサルティング会社においても、数多くの不動産コンサルティングを手掛ける。
また、これらの経験を生かし、セミナー講師やインターネットサイトオールアバウト執筆ガイドも務めている。
その他、旅館三桝家（神奈川県足柄下郡湯河原町宮上261／客室17室）、飲食事業（表参道・青山・渋谷）などを展開し、リフォーム会社・清掃メンテナンス会社・防水会社・インテリア会社・ペット関連会社なども経営している。

## 役職
- 株式会社パワーコンサルティングネットワークス 代表取締役
- 公益社団法人東京共同住宅協会 会長
- 公益社団法人全国賃貸住宅経営者協会連合会 常任理事
- 一般社団法人日本防水協会 理事
- 特定非営利活動法人賃貸経営110番 顧問
- 東京都耐震化推進都民会議 委員
- 株式会社アメニティ・プラス 代表取締役
- 株式会社キャレモジ 代表取締役
- 株式会社power of people 代表取締役
- 株式会社旅荘三桝家 代表取締役
- 株式会社ライフアシスト 取締役
- 株式会社スペースビルダー 取締役
- カスター・ピーエヌ・ジャパン株式会社 取締役

## 著書
- 『谷崎憲一のその土地活用ちょっと待った！ 土地活用の教科書（不動産実務シリーズ）』にじゅういち出版 2011
- 『築10年からの賃貸経営成功の鍵』住宅新報出版 2016
- 『稼ぐ社長の決断 転んでも起きあがれる業のツボ』白夜書房 2018